# Bundesverband Freier Radios
Der Bundesverband Freier Radios (BFR) ist die Dachorganisation Freier Radios und Radioinitiativen in Deutschland.
Der BFR wurde Ende 1993 in Hattingen gegründet und hat aktuell 31 Mitglieder. Er begleitet die aktuelle Medienpolitik kritisch und vertritt die Interessen der Freien Radios gegenüber den Landesmedienanstalten. Der Verband hat seinen Sitz bei Radio CORAX in Halle (Saale) und ist seit 2010 Mitglied des Community Media Forum Europe (CMFE). Im Jahr 2012 ist der BFR AMARC Europe beigetreten. Der letzte BFR-Kongress fand vom 23. bis 26. November 2017 beim Freien Sender Kombinat in Hamburg statt. Der BFR unterstützt den (Programm-)Austausch der Freien Radios über die Bereitstellung von Mailinglisten sowie als Betreiber der Austauschplattform für Radiobeiträge freie-radios.net sowie in der Vergangenheit über die kritische Begleitung des Nachrichtenmagazin zip-fm.

## freie-radios.net
Der BFR ist Betreiber der Austauschplattform für Radiobeiträge freie-radios.net, die in der Zeit von Juli 1997 bis Oktober 1998 konzeptionell entwickelt wurde und 2001 an die Öffentlichkeit ging. Auf dem Server liegen über 100.000 Radiobeiträge, die unmittelbar angehört, heruntergeladen sowie – gemäß der CC-Lizenz – von anderen Radiostationen gesendet werden können. Über eine dokumentierte xml-Schnittstelle können die Beiträge auch von Dritten präsentiert werden.

### Geschichte
22. Juli 1997 erstes konzeptionelles Brainstorming in Geiswasser (Elsass); 25. – 27. September 1997 bundesweites Treffen in Marburg unter dem Motto „Kein Tag mehr ohne Info“, Diskussion eines Konzeptes, das als Vorläufer von „zip-fm“ gelten kann; 28. – 30. November 1997 Entwicklung des „Regalsystem“, die Idee von freie-radios.net nimmt Gestalt an; im BFR beginnen heftige Diskussionen über befürchtete zentralistische Strukturen. 1998 finale Entwicklung des Konzeptes (13. – 15. Februar in Stuttgart, 17. – 19. April in Erfurt, 4./5. April in Haina, 11. – 13. September in Tübingen, 18. – 23. Oktober in Hattingen).

### Mitarbeit
Freie Radios, die Mitglieder im BFR (oder den Schwesterorganisationen in Österreich und der Schweiz sind) sind, können durch formlosen Aufnahmeantrag Zugriff auf freie-radios.net erhalten und Beiträge hochladen. Sonstige Produktionsgruppen können sich ebenfalls bewerben.

## Zukunftswerkstatt Community Media / BFR-Kongress
Einmal im Jahr lädt der BFR Aktive aus seinen Mitgliedsradios als auch aus anderen Verbänden und Initiativen zu einem mehrtägigen Arbeits- und Austauschtreffen ein. Dieses findet in jedem Jahr bei einem anderen Mitgliedsradio statt.

## zip-fm
Das gemeinschaftlich produzierte Nachrichtenmagazin zip-fm bestand vom 1. Juli 2002 bis zum 31. Juli 2014. Auf den BFR-Kongressen wurde das redaktionelle Gemeinschaftsprojekt begleitet und vorangetrieben, trotz kontroverser Diskussionen startete das regelmäßige Infomagazin im deutschsprachigen Raum im Jahr 2002 mit einer halbstündigen, moderierten Sendung jeweils dienstags bis freitags. Die Sendungen bestanden aus jeweils vier politischen Beiträgen aus unterschiedlichen Freien Radios, das Magazin wurde von rund zwölf Freien Radios ausgestrahlt.

## Liste der Radiostationen
- Pi Radio, Berlin
- Radio Onda, Berlin
- Freies Radio Berlin
- Radiokombinat Brandenburg, Brandenburg
- Radio T, Chemnitz
- coloRadio, Dresden
- Radio F.R.E.I., Erfurt
- RundFunk Meißner, Eschwege
- Freies Radio - Initiative Flensburg
- Radio Słubfurt, Frankfurt (Oder)
- Radio Dreyeckland, Freiburg
- Freies Radio Freudenstadt
- Radio Corax, Halle (Saale)
- Radio Flora, Hannover
- Freies Sender Kombinat, Hamburg
- Freie RadioCooperative Husum
- Radio Ginseng, Grünheide/Mark
- Querfunk, Karlsruhe
- Freies Radio Kassel
- Punksender, Köln
- Radio Blau, Leipzig
- Rundfunk-Kombinat Sachsen, Leipzig
- Radio Quer, Mainz/Wiesbaden
- Bermudafunk, Mannheim
- Radio Unerhört Marburg
- LORA München
- Freies Radio Neumünster
- Radio Z, Nürnberg
- LOHRO, Rostock
- Radio StHörfunk, Schwäbisch Hall
- Freies Radio für Stuttgart
- Wüste Welle, Tübingen
- Radio free FM, Ulm
- Radio Woltersdorf, Woltersdorf
- Radio Zett, Zittau